# Emily Robison

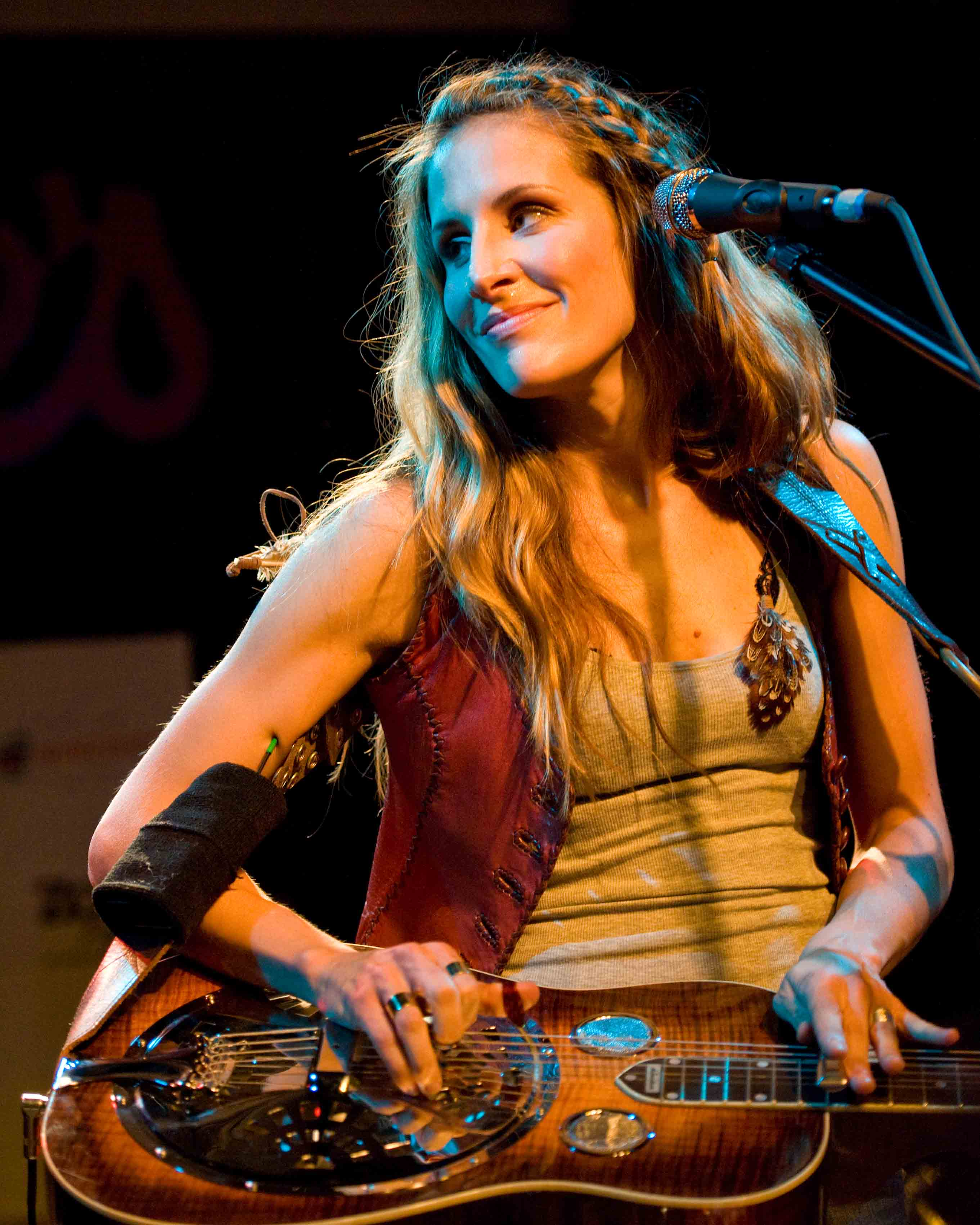
Emily Robison
März 2010 in Austin (Texas)

Emily Robison, geb. Erwin (* 16. August 1972 in Pittsfield, Massachusetts) ist eine US-amerikanische Songschreiberin, Sängerin und Multiinstrumentalistin.
Robison ist Gründungs- sowie aktuelles Mitglied der Country Band The Chicks. Sie spielt Banjo, Dobro, Gitarre, Bass, Mandoline, Akkordeon und Sitar.

## Leben
Emily ist die Tochter von Barbara Trask und Paul Erwin. Aufgewachsen ist sie in Addison (Texas), einem Vorort von Dallas. Sie hat zwei ältere Schwestern, Julia, geboren 1967, und Martie, geboren 1969.
Im Mai 1999 heiratete Emily den Country-Sänger Charlie Robison. In der Zeit vor dieser Heirat schrieb sie den sehr romantischen Hit „Cowboy Take Me Away“ für ihn. Sie hat drei Kinder und nach neun Jahren Ehe ist sie seit August 2008 geschieden. Charlie Robison starb im September 2023 an einem Herzstillstand.

## Frühe Karriere

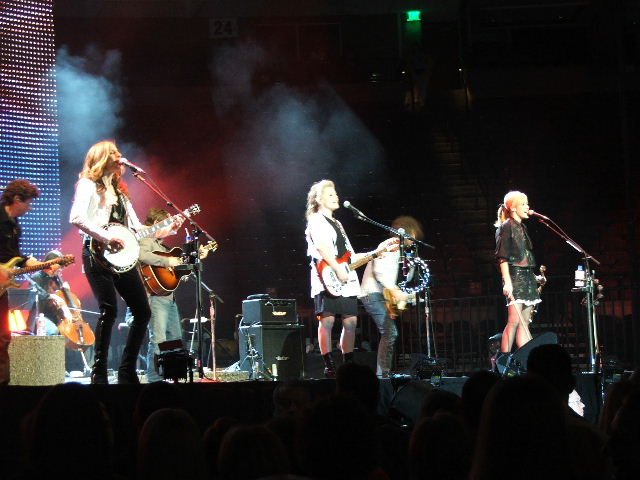
Dixie Chicks 2006 in Austin (Texas)

Emily begann das Violinspiel im Alter von sieben und lernte Banjo im Alter von zehn Jahren. Später lernte sie alle Saiteninstrumente, derer sie habhaft werden konnte, und schließlich noch Akkordeon.
Von 1984 bis 1989 spielte sie mit ihrer Schwester Martie, einem Mitschüler und Sharon Gilchrist in der von diesen Vieren gegründeten Teenager-Bluegrass-Gruppe mit dem Namen „Blue Night Express“. Nach Martie absolvierte sie das Gymnasium Greenhill School (in Addison, Texas). Auch nach ihrem Abschluss, während des Studiums, blieb sie in der Gruppe weiter aktiv.
Im Jahr 1989, nachdem sie mit der bisherigen Gruppe auf Bluegrass-Festivals gastiert und Straßenmusik gemacht hatte, gründete sie mit ihrer Schwester Martie, der Gitarristin Robin Lynn Macy und der Bassistin Laura Lynch die Alternative-Country-Band Dixie Chicks.
In ihrer bisherigen Karriere mit den Dixie Chicks beschränkte sie sich auf ihren Gesang als Background-Sängerin, aber in ihrem neuesten Album „Court Yard Hounds“, zusammen mit ihrer Schwester Martie, hat sie die Rolle der Lead-Sängerin übernommen.

## Auszeichnungen
- 2007: Fünf Grammys mit den Dixie Chicks

Weitere Auszeichnungen: